# Léon Lecornu
Léon Lecornu (Caen, 13 gennaio 1854 – Saint-Aubin-sur-Mer, 13 novembre 1940) è stato un ingegnere e fisico francese.

## Biografia
Dopo la scuola superiore presso il Lycée de Caen, Léon Lecornu ottenne la sua laurea in ingegneria presso l'Ecole Polytechnique nel 1872. Nel 1893 fu nominato professore presso l'Università di Caen, poi presso l'école des mine, e nel 1900 a l'École polytechnique 1904.
È stato eletto membro dell'Académie des sciences nel 1910.

## Opere
- Cours de mécanique, Paris, Gauthier-Villars, 1914–1918[1][2][3]
- Dynamique appliquée, Paris, Doin, 1908[4]
- La mécanique, les idées et les faits, Paris, Flammarion, 1918
- Les régulateurs des machines à vapeur, Paris, Dunod, 1904
- Note sur le laboratoire aérodynamique Eiffel à Auteuil, Paris, Gauthier-Villars, 1914
- Sur la métallurgie du fer en basse-Normandie, Caen, Le Blanc-Hardel, 1884
- Sur l'équilibre des surfaces flexibles et inextensibles. Suivi de Propositions données par la Faculté, Paris, Gauthier-Villars, 1880,  read online. URL consultato l'11 settembre 2017 (archiviato dall'url originale il 3 marzo 2016).
- Théorie mathématique de l'élasticité, Paris, Gauthier-Villars, 1929, réimp. 1967